# Rhaphium nubilum
Rhaphium nubilum är en tvåvingeart som beskrevs av Van Duzee 1930. Rhaphium nubilum ingår i släktet Rhaphium och familjen styltflugor. Inga underarter finns listade i Catalogue of Life.